# Whoopi Goldberg
Caryn Elaine Johnson poznatija kao Whoopi Goldberg (Manhattan, New York, 13. studenog 1955.), američka glumica, komičarka, tv-voditeljica i oskarovka.
Rođena je i odrasla od majke učiteljice i medicinske sestre i oca svećenika.
Živeći sa samohranom majkom na Manhattanskoj četvrti Chelsea nakon odlaska oca, vrlo rano se naučila boriti za sebe. Prije glumačke karijere, radila je kao bankovna činovnica, i posmrtna kozmetičarka.
Okušala se i u stand-up komediji pod imenom Whoopi cushion. (Jastuk za vjetrove), a prezime Golberg uzela je zbog svojih židovskih predaka.
Nastupajući na Broadwayu, zapazio ju je i legendarni Steven Spielberg. Već za drugi film, "Boja purpura", nominirana je za Oscara kao najbolja sporedna glumica, a njenu glumu su svi hvalili.
Druga je Afroamerikanka koja je dobila Oskara u više od 50 godina. Prva je bila Hattie McDaniel.
Za ulogu Oda Mae Brown u filmu "Duh" dobila je Oskara.
Udavala se tri puta i ima kćer Alexandreu koja joj je podarila troje unučadi.
Jedno vrijeme bila je u vezi s Tedom Dansonom.
U karijeri je glumila u preko 150 filmova, te je jedna od samo trinaestero glumaca koji su osvojili nagrade Oscar, Emmy, Grammy i Tony.
Piše knjige, a izdala je i nekoliko CD-a.
Aktivna je u socijalnom aktivizmu, posebice se bori za prava homoseksualaca.
Dobitnica je niza značajnih priznanja.

## Vanjske poveznice
- Whoopi Goldberg u internetskoj bazi filmova IMDb-u (engl.)